# Опришко Микола Васильович
Мико́ла Васи́льович Опри́шко (6 жовтня 1898 — 21 вересня 1941) — український диригент-хормейстер, бандурист.

## Життєпис
Народився він 6 жовтня 1898 року в Рогозові Бориспільського району в родині місцевого священика, де в особливій пошані були народні традиції і звичаї. Батько грав на народних інструментах і навчив сина грі на сопілці та скрипці. Згодом сім'я переїхала до Борисполя, де пісенне середовище вплинуло на подальший шлях талановитого юнака. Бориспільські хлопці й дівчата давно славилися прекрасними голосами, якими захоплювалися не лише прості селяни, а й композитор Микола Лисенко.
До 1915 р. навчався в Полтавській семінарії, яку залишив через смерть батька. Після повернення з Полтави працює вчителем у школі.
Закінчив Державний музично-драматичний інститут імені М. В. Лисенка. Там і викладав гру на бандурі.
Від 1928 учасник, 1930—1933 — художній керівник Київської капели бандуристів після смерті Миколи Михайлова. В 1933 р. створив і керував ансамблю бандуристів Київського радіоцентру. Арештований в 1936 р. Після арешту переїхав в Донецьк де з 1938 р. організував ансамбль народної пісні. Автор підручника гри на бандурі в 1941 р. Підручник «Школа гри на Бандурі» видана в 1967 під редакцією А. Омельченка.
В 1941-му році був призваний до лав РСЧА в 46 сп 289 сд. Загинув від поранення в бою під Чорнухами Полтавської області.